# Устимівський дендрологічний парк
Усти́мівський дендропа́рк — дендрологічний парк загальнодержавного значення в Україні. Перебуває у віданні Устимівської дослідної станції рослинництва Інституту рослинництва імені В. Я. Юр'єва НААН. Розташований на території села Устимівки Глобинського району Полтавської області.
Площа 8,44 га. Територія розділена на 51 куртину і захисні смуги. Статус загальнодержавного парку надано з метою вивчення та збагачення у штучних умовах рослинних ресурсів регіону для найефективнішого наукового та господарського використання.

## Історія
Навесні 1893 року місцевий землевласник Василь Васильович Устимович разом із своїм другом та колегою Олександром Івановичем Дегтярьовим заклав перші посадки парку на площі 0,15 десятин, це місце і досі носить назву «Дегтярівщина». Надалі площа парку щорічно збільшувалася і у 1910 році була доведена до 8,44 га, отримавши назву «Нова ботаніка». Поповнення колекцій відбувалось без перерви до 1916 року. Саджанці і насіння завозилися в основному з берлінської фірми Шпетта, а також із садівництв Варшави, Львова, Одеси і Кременчука.
18 травня 1929 року приймається рішення оголосити Устимівський дендрологічний парк заповідником республіканського значення та взяти його під охорону держави.
Більш ніж за 100 років існування Устимівського парку склад його дендрофлори періодично змінювався. Перша наукова інвентаризація була проведена 1922 року. На той час у парку росло 234 види і форми дерев та кущів. У 1929 році в Устимівському парку зафіксовано 293 види і форми рослин. Найповніше і всебічне дослідження дендрофлори парку здійснив відомий український ботанік А. Л. Липа у 1936 році. Ним було зареєстровано понад 400 порід. Першу післявоєнну інвентаризацію було проведено у липні 1952 року. У парку нараховувалося 171 вид рослин, а в 1970 році — вже 476 видів. До каталогу, який у 1975 році був виданий ВІРом, внесено 490 найменувань рослин.

## Рослинність
На сьогодні колекція налічує 483 таксони, які належать до 51 родини, 123 родів, 376 видів, 107 різновидностей, садових форм, сортів та гібридів (майже на 90 % колекція парку складається з лікарських рослин). Вона являє собою унікальне зібрання деревних та кущових порід.
Географія рослин представлена такими регіонами: Північна Америка, Європа, Крим, Кавказ, Сибір, Середня Азія, Далекий Схід, Китай, Гімалаї.
Колекція хвойних порід представлена 5 родинами, 12 родами, 42 видами, 36 різновидностями та садовими формами. Серед них є доволі цікаві екземпляри дерев з родини Соснових. Зокрема, надзвичайно красива ялиця каліфорнійська, або одноколірна, віком близько 110 років. Вона добре акліматизувалась і щороку плодоносить. Привертає увагу 20-метровий екземпляр псевдотсуги тисолистої, яка походить із тихоокеанського узбережжя Північної Америки. Доволі цікава за формою крони ялина звичайна «Гірляндна». Не поступається їй ялина звичайна «Змієвидна». Ялина колюча представлена формами — блакитною, сизою й сріблястою. Особливо привабливо виглядає модрина японська, яка стоїть окремо від інших. Батьківщина цього екзота — Японія (у ботанічних садах і парках нашої країни трапляється рідко). Росте в парку і єдине в Україні 95-річне дерево сосни віргінської. Крім вищезгаданих видів ростуть у парку 105 екземплярів сосни Веймутова (хвоя у цієї породи м'яка і не колеться).
Одним з найбільш широко представлених в Устимівському дендропарку видів є туя західна. Крім базового виду у нас ростуть 12 садових форм туї західної, які відрізняються між собою за кольором та формою хвої, за формою крони. Широко представлений у колекції парку яловець віргінський (107 екземплярів). Довгі, розлогі, трохи піднесені вгору гілки утворюють широку, майже округлої форми крону. Надзвичайно декоративні садові форми ялівцю віргінського — сиза, сірувата та голчаста.
Крім хвойних колекція дендропарку налічує 404 види і форми листяних деревних і кущових порід.
У дендропарку росте значна кількість дерев ліщини деревовидної (ведмежого горіху). Перші 3 дерева до Устимівського дендропарку (та в Україну) потрапили у 1910 році з Ростову-на-Дону. Рослини добре прижилися, цвітуть, плодоносять та дають самосів дотепер (тривалість життя в природних умовах 200 років).
Культивується чимало видів і форм дубів: дуб звичайний «Колоноподібний» віком близько 110 років, дуб звичайний «Глибоколопатевий», що має глибоко-розсічене листя, дуб великоплідний родом з Північної Америки, дуб північний віком 115 років.
Серед гарноквітуючих кущів привертають увагу забарвленням квіток та чудовим ароматом садові жасмини (чубушники) та бузки. Всього в парку ростуть 14 садових форм чубушнику, 7 видів бузку та 10 сортів бузку звичайного.
Найбільш широко в Устимівці представлена родина Розових (26 родів, 83 види). В парку росте велика кількість видів черемхи (5 видів), ірги (5 видів), глоду (10 видів), горобини (4 види), таволги (13 видів), яблунь (5 видів), шипшини (7 видів). Доволі цікавий маловідомий вид екзохорда Альберта, яка походить з Середньої Азії.
З представників родини Бобових у парку ростуть: аморфа (3 види), робінія (3 види), карагана (7 видів), золотий дощ (2 види); міхурник, кладрастис, дрок, петтерія. Деревам софори японської близько 110 років. Походить вона з Китаю і Японії. Крона густа й ажурна, листя яскраво-зелене, квітки жовтувато-білі запашні, зібрані у великі китиці.
Бархат амурський, або амурське коркове дерево, походить з Далекого Сходу і Північного Китаю. Стовбур бархата вкритий світло-сірою, трохи зморшкуватою, оксамитовою на дотик, завдяки корковому шару, корою. В парку зростають кілька дерев цього виду.
В Устимівці ростуть два види айланта. Стрункі стовбури, ажурна крона, великі перисті листки надають деревам декоративний вигляд. Жовторіг горобинолистий, який походить з Північного Китаю, росте у вигляді невеликих дерев або кущів у різних куртинах парку. Рослини віком від 1 до 110 років. Це найбільша колекція в Україні. В умовах Устимівки добре плодоносить і дає самосів.

## Галерея

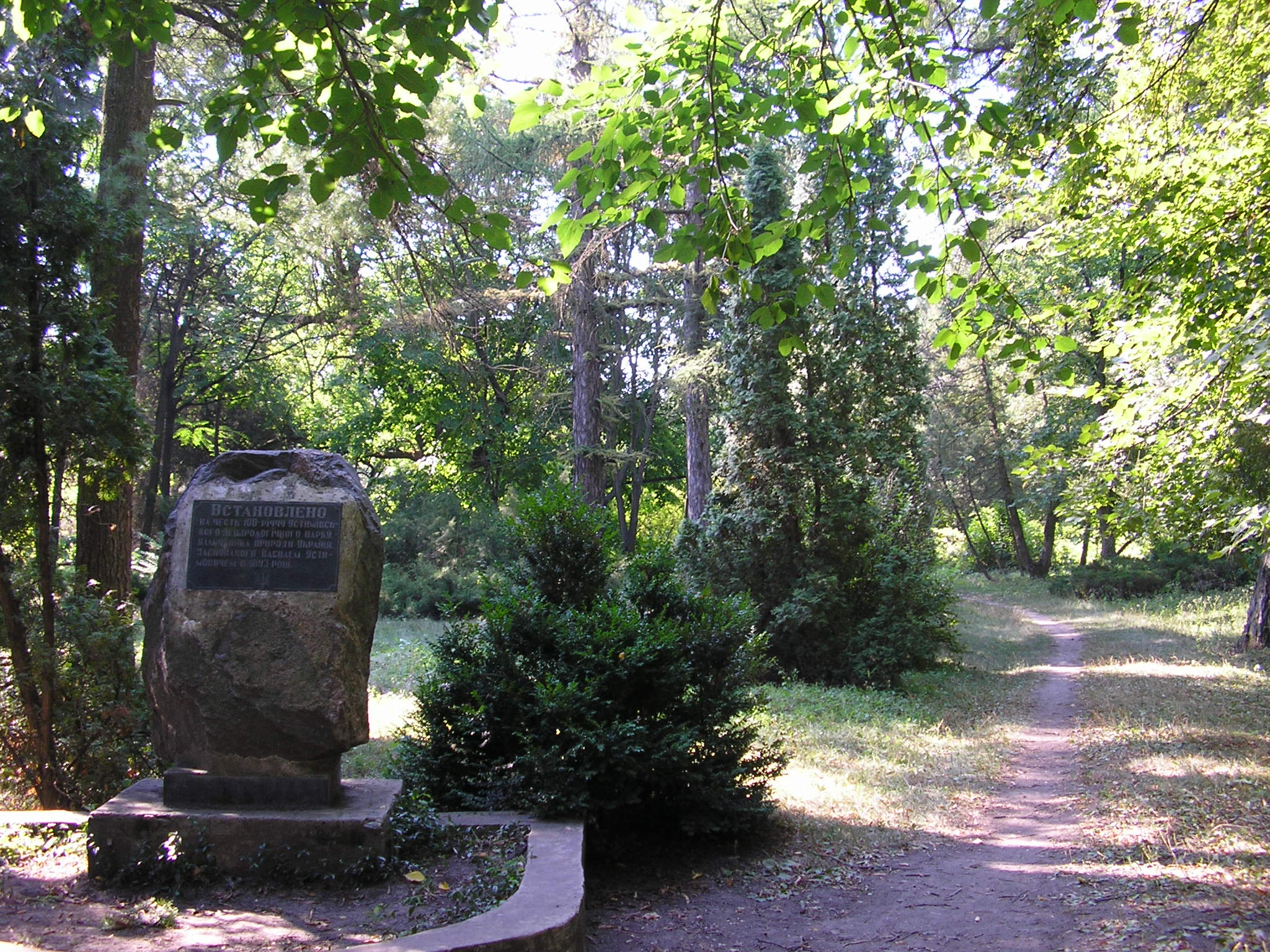
Пам'ятник засновнику парку
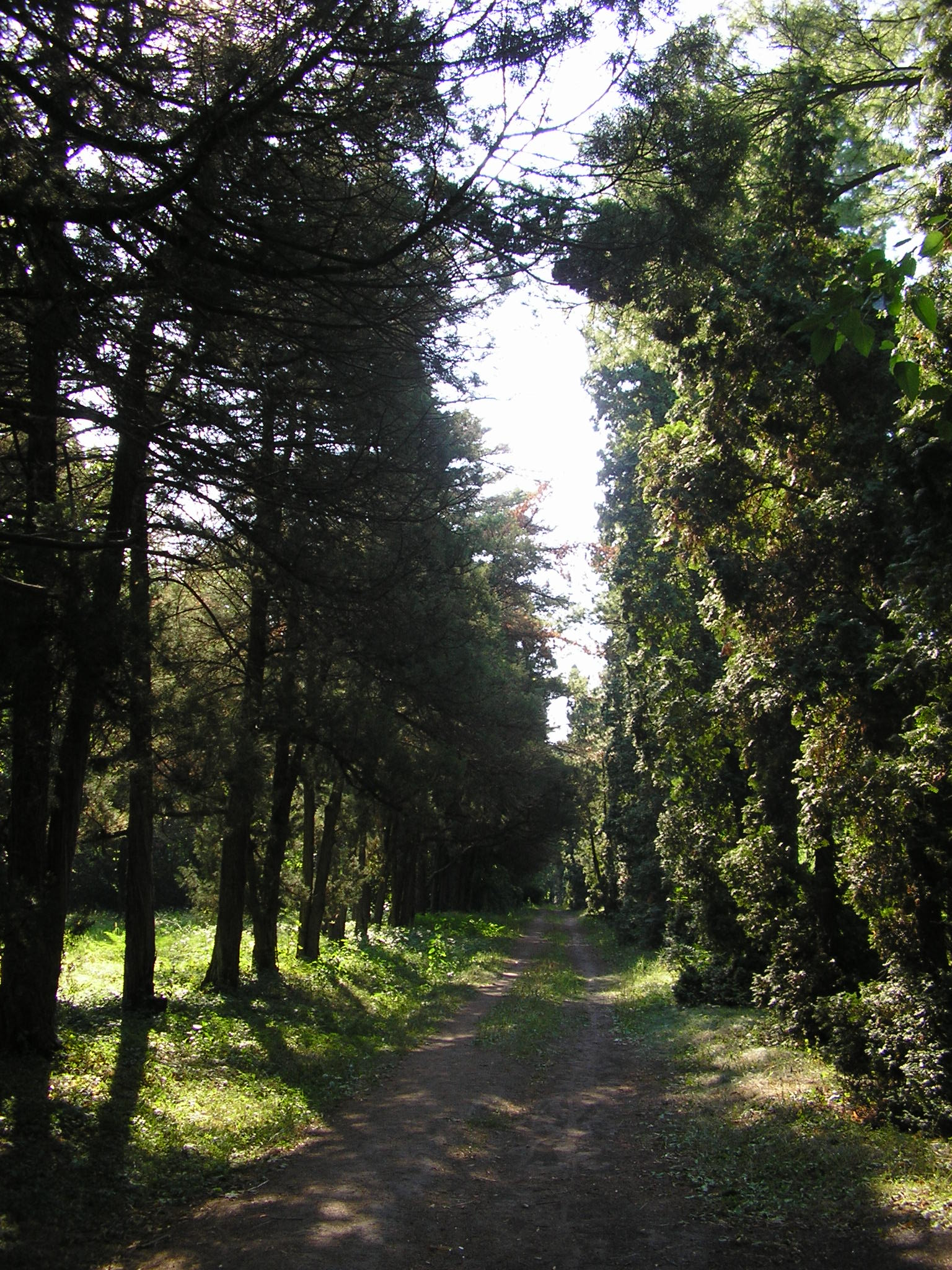
Алеями парку
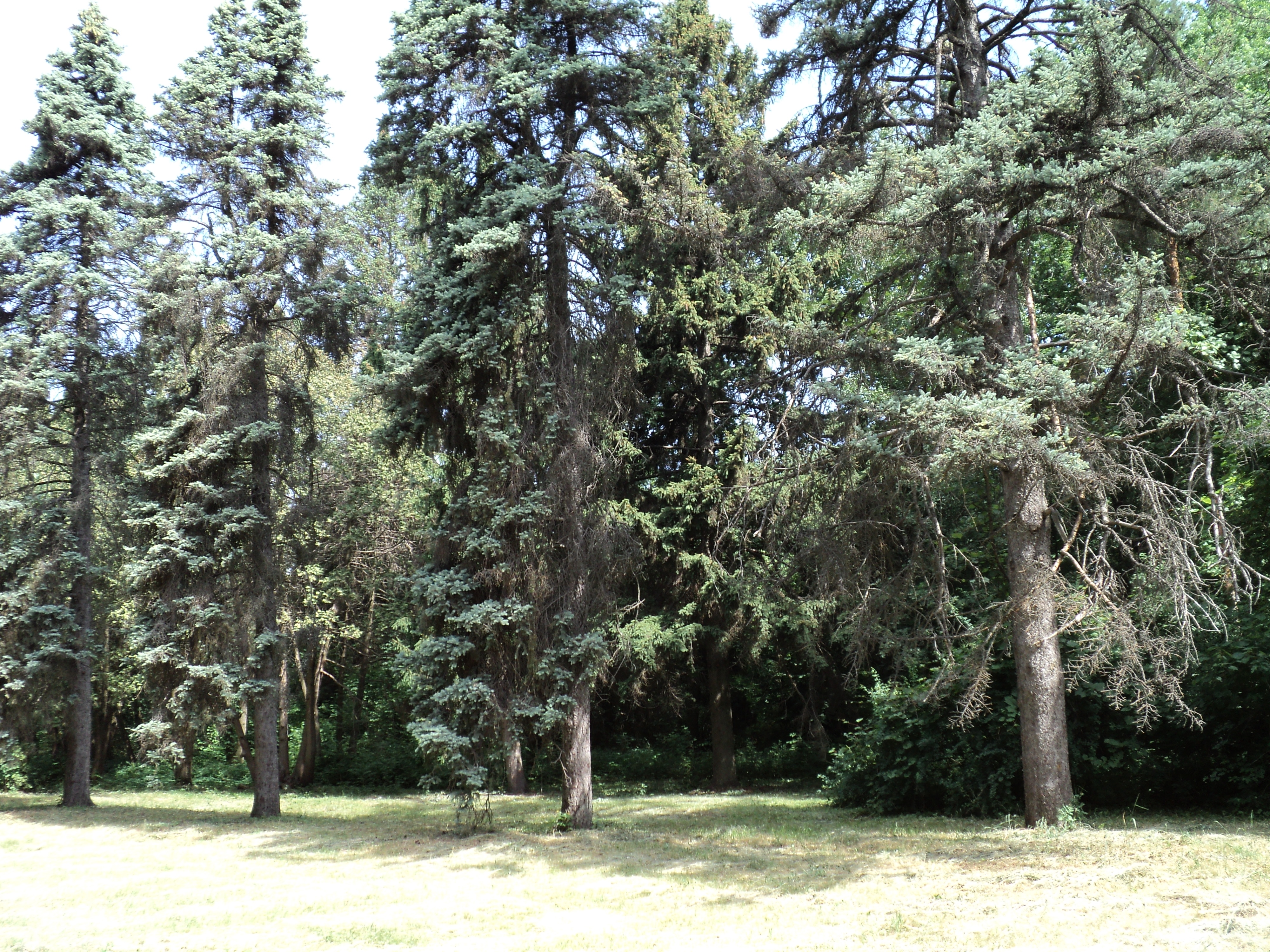
Один з найцінніших зразків садово-паркової культури України знаходиться в селі Устимівка на Полтавщині
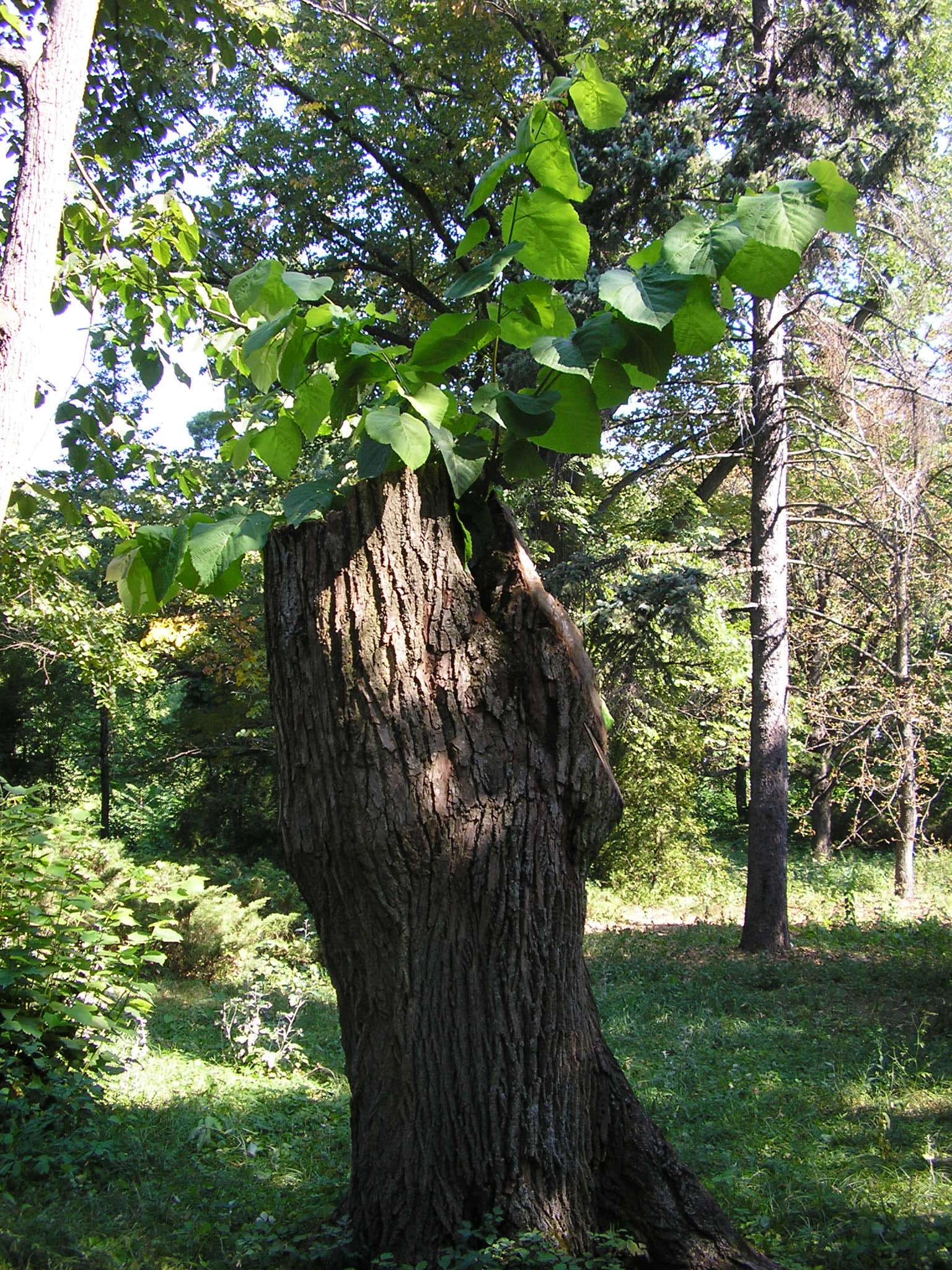
Липа
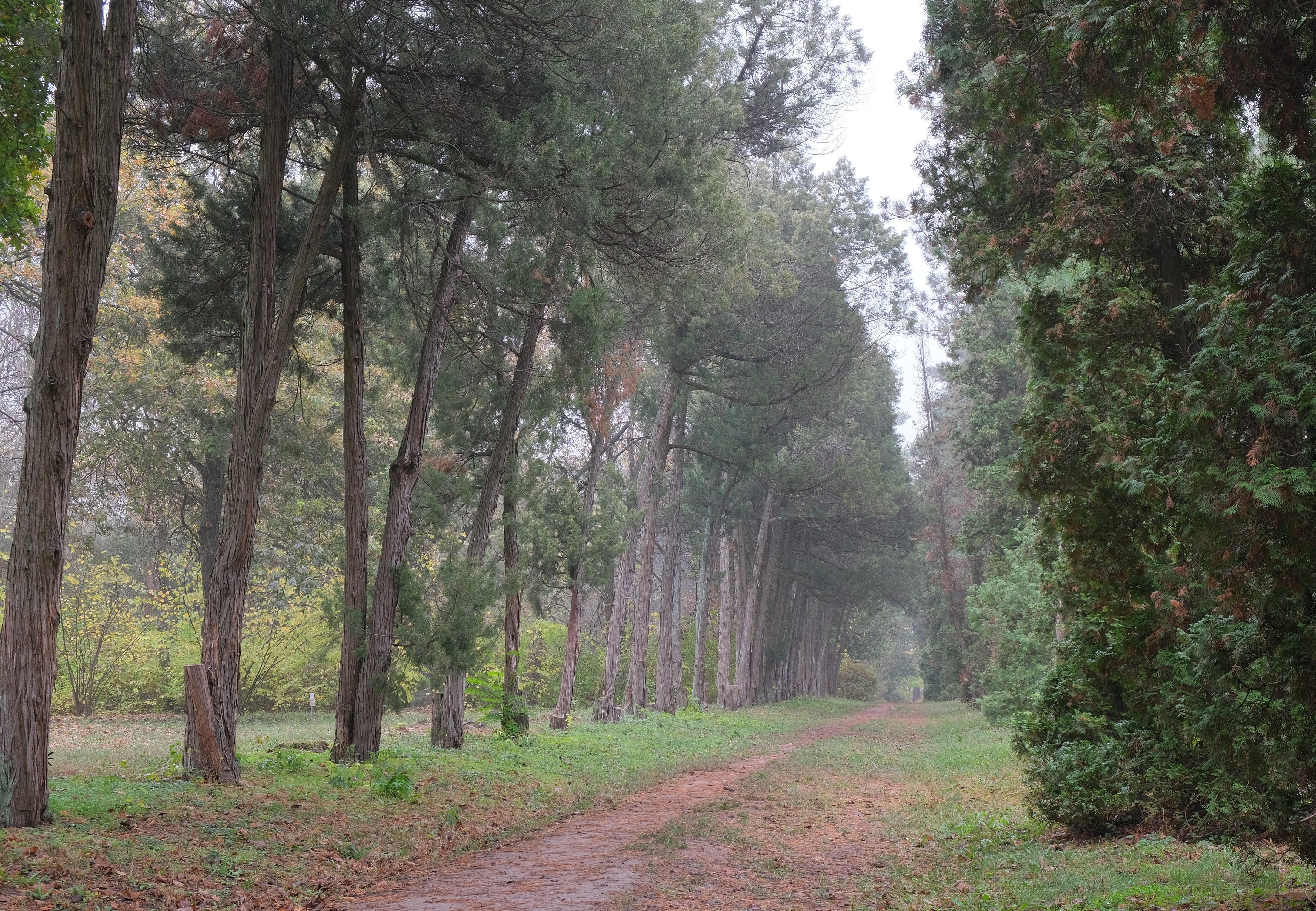